# Ján Kozák (labdarúgó, 1980)
Jan Kozák (Kassa, 1980. április 22.) Szlovák labdarúgó, edző.

## Pályafutása
1997-ben debütált a Kassa ifjúsági csapatában, egy évvel később kölcsönadta csapata a belga KSC Lokerennek. A 2000-01 szezonban Csehországba költözött és a Slavia Praha játékosa lett. A két év alatt 13 alkalommal húzta magára a Slavia mezét. A 2002/03-as idényben a Bohemians 1905 Prága akarta megszerezni, de a Slavia játékosa maradt és kölcsönbe az 1. FC Košice csapatába szerepelt.
Egy év után, az 1. FC Košice mezét a ligeti Artmedia Petržalkáéra cserélte. Ezt követően részese volt a Vladimir Weiss által vezetett csapatnak, amely kvalifikálta magát a Bajnokok Ligájában. Kozák két gólt szerzett, az elsőt az FC Porto, a másodikat a Glasgow Rangers ellen.
2005/06-os szezon tavaszán az Artmedia kölcsönadta az angol Premiershipben szereplő West Bromwich Albionak. A Premier League negyedik fordulójában debütált 2006 februárjában a Blackburn Rovers elleni mérkőzésen. Összességében hat alkalommal volt kezdő, de Manzer Bryan Robson úgy döntött, hogy Kozák nem való a klubba. A 2006/07-es szezonban visszatért az Artmedia csapatához. A 2008-as téli átigazolási időszakban több kérője is akadt, a görög PAOK Szaloniki és a német VfL Bochum, de Kozák maradt az Artmediában.
Jan Kozak volt az Artmedia csapatkapitány, és nem csoda de vele meg is nyerték sőt duplázott a ligeti csapat ugyanis a 2008-as "dupla" a kupát és a Corgon Ligát is megnyerték. Érdekes, hogy az utolsó hazai meccsen az Artmedia stadionban Kozák szerezte az utolsó, és győztes gólt a csapatának. 2009 januárjában a Slovan Bratislava játékosa lett, így miután Juraj Halenár, Branislav Obežera és Radek Dosoudil után a negyedik Artmedia játékos lesz, akit a Slovan megszerez az Artmediától. "Annak ellenére, hogy a rivalizálás nagyon nagy a két pozsonyi klub között nem sajnálom". 2009-ben a Slovanal ismét megnyerte a bajnoki címet.
2010 elején elhagyta a Slovan Bratislavát, és keresett egy új csapatot. 2010. február 5-én aláírta kétéves szerződését a román FC Timisoara csapatával. Így lett a csapattársa, Milos Brzezinski és Marian Cisovský. Utóbbi csapattársa volt az Artmediában. A román csapatban 10 meccs alatt 1 gólt szerzett. A 2010-es Dél-afrikai világbajnokságon tagja volt a szlovák válogatottnak, ez után távozott Temesvárról és pár hónap huzavona után aláírt a görög Larissa csapatához.

## FC Temesvár
Július 21-én debütált a Poli Temesvár csapatában az első idegenbeli mérkőzésen a Gloria Beszterce ellen.

## Nemzeti válogatottba

### Góljai a válogatottban
| #  | Év                | Helyszín               | Ország     | Gól | Végeredmény | Esemény                       |  |
| -- | ----------------- | ---------------------- | ---------- | --- | ----------- | ----------------------------- |  |
| 1. | 2008. október 11. | Serravalle, San Marino | San Marino | 0-2 | 1-3         | 2010 FIFA World Cup selejtező |  |
| 2. | 2009. június 6.   | Pozsony, Szlovákia     | San Marino | 5-0 | 7-0         | 2010 FIFA World Cup selejtező |  |

## Klubsikerei
- Corgoň Liga Győztes : 1998 (MFK Košice), 2005, 2008 (Artmedia Petržalka), 2009 (Slovan Bratislava)
- Szlovák Kupa Ezüstérmes: 1998, 2000 (MFK Košice), 2005 (Artmedia Petržalka)
- Corgoň Liga Ezüstérmes: 2000 (MFK Košice), 2007 (Artmedia Petržalka)
- Gambrinus Liga Ezüstérmes: 2001 (SK Slavia Praha)
- Beker van Tsjechië: 2002 (SK Slavia Praha)
- Szlovák Kupagyőztes: 2004, 2008 (Artmedia Petržalka)